# 大河 (紐約州)
大河（英語：Great River）是位於美國紐約州薩福克縣的普查規定居民點。

## 人口
根據2020年美國人口普查的數據，大河的面積為15.01平方千米，當中陸地面積為10.84平方千米，而水域面積為4.17平方千米。當地共有人口2005人，而人口密度為每平方千米133.58人。